# فالح شبيب العجمي
فالح شبيب العجمي (ولد في الأحساء عام 1955م/ 1375هـ) مفكر وأكاديمي وكاتب سعودي، أستاذ اللسانيات بجامعة الملك سعود بالرياض، ينشر إنتاجه الفكري في صحيفة (اليوم) السعودية. وفي العديد من الصحف والمجلات.

## تعليمه
- درس البكالوريوس في اللغة العربية من جامعة الملك سعود عام 1980م، ثم انتقل إلى ألمانيا لإكمال الدراسات العليا بين عامي 1981-1988م.
- حصل على درجة الدكتوراه في التخصص الأساسي "الدراسات السامية" والتخصص الفرعي "اللسانيات واللهجات العربية" من جامعة يوستوس ليبيك عام 1988م.[1]

## المناصب التي تولاها
- رأس قسم اللغة العربية بجامعة الملك سعود [2006-2008م].[5][6]
- رئيس جمعية اللهجات والتراث الشعبي [2006-2012م].[7]

## المؤلفات

### الكتب
1. (أبعاد العربية) دراسة في فقه اللغة العربية وتاريخ تطورها وعلاقاتها ببقية اللغات السامية. صدرعن مطابع الناشر العربي عام 1994م.
2. (مدخل إلى علم اللغة النصي) تأليف: فلوفجانج هاينه من وديتر فيهفيجر [ترجمة]. صدر عن جامعة الملك سعود 1999م.[8]
3. (أسس اللغة العربية الفصحى). صدرعن مطابع التقنية عام 2001م.
4. (اللغة والسحر) صدر عام 2003م.[9]
5. (صراع الحريات وتقنينها في شبه الجزيرة العربية). صدر عن مركز دراسات الخليج والجزيرة العربية عام 2005م.
6. (صحف إبراهيم) جذور البراهيمية من خلال نصوص الفيدا ومقارنتها بالتطبيقات والروايات التاريخية. صدر عن الدار العربية للموسوعات عام 2006م.[10]
7. (النحو في عصر العولمة). كتيب المجلة العربية، العدد 375، أبريل 2008م.
8. (تحت القشرة) دراسات في الثقافة والموروث. صدر عن مؤسسة الانتشار العربي عام 2008م.[11]
9. (الإنسان المسلم) وضعه القانوني والتاريخي وحقوقه وواجباته. صدر عن مؤسسة الانتشار عام 2009م.[12]
10. (جدل الحداثات) صدر عن دار (طوى) عام 2011م.[13]
11. (النص والخطاب والحياة) صدر عن دار جداول عام 2013م.[14][15]
12. (الثقافيم) أوهام تشبه الحقائق. صدر عن دار طوى عام 2014.[16]
13. (خطاب السعادة: المصادر والآليات والتداخلات). صدر عن دار شمس عام 2020.[17]

### البحوث
نشر العجمي مجموعة من البحوث في عدد من المجلات العلمية، ومنها:
- نظام الصيغة في اللغة العربية، مجلة جامعة الملك سعود (كلية الآداب)، المجلد الخامس، 1/ 1993م.
- الربط الذرعي في النص العربي، مجلة أبحاث اليرمموك (سلسلة الآادب واللغويات)، 12/ 1/ 1994م.
- جانب غائب في دراسات الجملة في النحو العربي، مجلة جامعة الملك سعود (كلية الآداب)، المجلد السابع، 2/ 1995م.

كما شارك العجمي بمجموعة من الأبحاث في العديد من المؤتمرات والندوات ومنها:
- (مستويات التعريب في مجالات العلوم وشؤون الحياة المختلفة)، ندوة تعميم التعريب وتطوير الترجمة في المملكة العربية السعودية، والمنعقدة في رحاب جامعة الملك سعود بالرياض، في 22-23 سبتمبر 1998م.
- (مراكز الثقل في الدراسات العربية في الغرب)، مؤتمر النقد الأدبي السابع المنعقد بجامعة اليرموك (إربد/الأردن)، 1992م.[18]

## أقواله
- «لو نظرنا إلى ما أنتجه العلماء المؤثرون في تاريخ البشرية، لوجدناه بعيدا عن الأدلجة. أما صنّاع الشر، فهم متورطون حتى آذانهم في إلباس الآيديولوجيا بحلية العلم والخير والدين».[19]
- «التطرف الديني في نظري لم ينشأ من فراغ، بل هو موجود وطالما وجد المنتفعون من توظيف النصوص لصالح سلوك متطرف، وكلما وجدت الجموع الجاهلة أو الغاضبة أو المستلبة، فهذا هو الثالوث المنشئ للتطرف».[19]
- «الأكاديمي مطلوب منه بالدرجة الأولى أن يكون أميناً لمنهجه وأن يستخلص الأفكار العلمية التي تُوصله إليها المقدمات، وألا يقفز إلى نتائج مُسبقة أو يعمل بعض الرتوش التي تُحقق شيئاً من المجاملة أو ليرضا عنه الآخرون أو التيارات السائدة».[20]